# Miss Me x 100
"Miss Me x 100" é o quinto episódio da quinta temporada e o centésimo no geral da série de TV da ABC Family Pretty Little Liars. O episódio, que serviu como o especial de centésimo na série, foi ao ar em 8 de junho de 2014. Foi dirigido por Norman Buckley, escrito pela showrunner I. Marlene King, e marca o retorno de Tyler Blackburn como Caleb Rivers, já que ele deixou o elenco na na quarta temporada para dedicar-se ao spin-off Ravenswood. Além disso, Tammin Sursok retornou à série como Jenna Marshall, após ser vista pela última vez no nono episódio da quarta temporada.
No episódio, o esperado dia do retorno de Alison DiLaurentis à Rosewood High chega e ela é recebida por protestantes que não querem ela de volta, sendo liderados por Mona Vanderwaal. Enquanto isso, os pais de Spencer, Veronica e Peter, decidem se divorciar; Emily confronta seus sentimentos por Alison; Caleb retorna à Rosewood, causando más sentimentos em Hanna; e Aria cura os problemas de seu relacionamento com Ezra. O episódio também marca o retorno do antagonista onipresente "A", depois de acreditar-se que estava desaparecido desde o episódio de estreia da temporada.
O episódio estreou com uma audiência de 2.25 milhões de telespectadores, número maior que o episódio anterior.

## Enredo
Quando o dia de Alison voltar à escola chega, nem ela nem suas amigas estão preparadas. Decidida a pôr uma determinação no rosto, Alison retorna para consertar os erros que ela cometeu anos atrás. Enquanto a família de Spencer pensa que a senhora Hastings está em um spa, ela estava com um investigador particular, determinada a descobrir segredos sobre seu marido, resultando na descoberta de que ele e Melissa não estavam no jantar que deveriam estar. Peter, na verdade, estava saindo da cidade, após uma tentativa falha de levar Spencer com ele. Aria continua sofrendo com o incidente em Nova Iorque e encontra Jenna, que ainda está de luto com a morta de sua amada. Mona prepara seu "exército de perdedores" para a futura guerra contra Alison, que foi escalada após uma discussão entre elas que acabou a favor de Mona. Enquanto isso, Caleb retorna à Rosewood e deixa Hanna confusa pelo motivo de seu regresso. Emily e Alison compartilham um beijo juntamente com Ezra e Aria. No final, enquanto a polícia está dando uma entrevista sobre a menina morta no túmulo de Ali, 'A' faz seu retorno triunfal à Rosewood colocando uma bomba na casa de Toby e fazendo toda a casa explodir. As meninas ficam chocadas, conforme 'A' se muda para seu novo covil.

## Produção

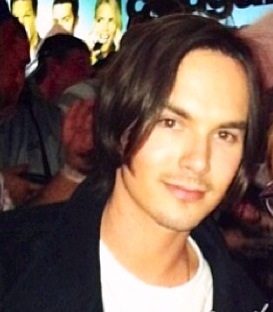
Tyler Blackburn retorna à série após a quarta temporada.

"Miss Me x 100" foi escrito por I. Marlene King — servindo como o segundo crédito de escrita de King — e dirigido por Norman Buckley. A mesa de leitura do episódio teve início em 28 de abril de 2014, enquanto as filmagens começaram dois dias depois e terminaram em 22 de maio. O episódio conta com as faixas "Begin Again" por Rachel Platten, "Fuel to Fire" por Agnes Obel, "Thunder Clatter" por Wild Cub, "Every Breath You Take" por Denmark & Winter e "I Don't Deserve You" por Paul Van Dyk. Em 12 de março de 2014 foi anunciado que Tyler Blackburn voltaria como personagem regular da série depois de fazer uma pausa para interpretar o protagonista do [[spin-off Ravenswood. Tammin Sursok também retornou à série para interpretar Jenna no centésimo episódio, já que sua personagem não era vista desde o nono episódio da quarta temporada. O elenco da série celebrou o centésimo episódio com uma grande festa contribuída pela ABC Family em 2 de junho.

## Recepção

### Audiência
"Miss Me x 100" estreou na ABC Family em 8 de junho e foi assistida por 2.25 milhões de telespectadores, adquirindo uma classificação de 1.0 no demográfico de 18–49 anos. Foi o episódio mais assistido da série desde a estreia da quinta temporada, com uma classificação maior que o anterior, "Thrown from the Ride".